# (2974) Holden
(2974) Holden es un asteroide perteneciente al cinturón de asteroides, descubierto el 23 de agosto de 1955 por el equipo de la Universidad de Indiana desde el Observatorio Goethe Link, Brooklyn (Estados Unidos).

## Designación y nombre
Designado provisionalmente como 1955 QK. Fue nombrado Holden en honor al astrónomo estadounidense Edward Singleton Holden.